# 血濺塘西
《血溅塘西》（英語：Once Upon a Time in Hong Kong） 是香港無綫電視1992年拍攝的電視連續劇，全劇共20集，監製梁家树。主要演員有王傑、鄧萃雯、吳岱融、張鳳妮、陳國邦、梁佩瑚等。主題曲《假如能够》及片尾曲《盼望》，插曲《爱得深》均由王傑主唱。此劇為無綫電視25周年台慶劇。

## 剧情简介
连家荣（王杰）是一名有理想的有为青年，对当时的香港鸦片为患，警察贪污勾结的现象愤愤不平，奈何其父承勋（江汉）却以售鸦片为生，令家荣矛盾不堪。
承勋以激将法迫家荣为其打理生意，加上父母迫他娶一名素未谋面利金贵（张凤妮），同时家荣结识何超（吴岱融），被其威猛形象所吸引，而一怒随超投身警局，希望有番作为。不料家荣不久后因中枪入院，家人为替他冲喜，急娶金贵入门，待家荣昏醒后发现金贵已是自己的妻子，尴尬不已。
承勋娶彭红（邓萃雯）为妾，但彭红不甘其辱，毅然逃出连家，将自己卖身给妓院绮翠楼，所得款项还予承勋，以换取自由。家荣对彭红留下深刻印象，奈何他以为彭红已被其父玷污，未敢用情。何超与彭红相遇，惊为天人，更买得彭红的初夜，此时家荣知彭红一直是清白之身，但为时已晚，致令三人关系微妙而复杂。何超勾结黑帮，操纵地下组织，后因利益关系暗杀承勋，家荣得知，与何超对立。
其后家荣被提升为禁毒行动主管，而何超更明目张胆成为黑帮枭雄，两人间的正邪之战更趋白热化。

## 演员表
- 王傑  饰 连家荣
- 邓萃雯  饰 彭红
- 吴岱融  饰 何超
- 梁佩瑚  饰 花影恨
- 张凤妮  饰 利金贵
- 陈国邦  饰 吕富
- 陈安莹  饰 美丽丽
- 河国荣 饰 罗拔臣
- 江汉  饰 连承勋
- 刘江  饰 王权
- 马海伦  饰 李爱
- 朱铁和 饰 张彪
- 廖丽丽 饰 福嫂
- 何嘉丽 饰 美丽娇
- 李丽丽 饰 小棠
- 陈洁仪 饰 小妹
- 莫燕嫦 饰 春花
- 亦羚 饰 秋月
- 关菁 饰 鹏叔
- 林嘉丽 饰 小翠
- 王翠玉 饰 阿姑
- 黄新 饰 姚震海
- 欧嶽 饰 陈豪
- 何壁坚 饰 周同
- 陈中坚 饰 杨老板
- 梁舜燕 饰 大妈
- 刘桂芳 饰 二妈
- 蔡欣桦 饰 三妈
- 曹济 饰 阿炳
- 黄文标 饰 阿水
- 王伟梁 饰 阿强
- 郑家生 饰 阿健
- 陈勉良 饰 阿全
- 谭一清 饰 何龙
- 吴瑞庭 饰 夏天生
- 莫燕嫦 饰 花姑
- 胡耀鋒 饰 小東

## 軼事
- 彭紅一角原屬意由顧美華飾演，顧在雜誌訪問中表示因不想與擅唱苦情歌及演苦情戲的王傑「鬥苦口苦面」，故辭演。後改由在美国进修趁暑假有空回港拍剧的鄧萃雯飾演。

- 楊美儀於2022年12月23日在晴報其個人專欄中提及 “監製梁家樹準備開拍民初劇，原本安排王傑和我做男女主角，當年無綫有外援加盟的都是受重視的劇，好多女藝員毛遂自薦。我是懵盛盛、好被動的人，所以最後跟王傑合作還是欠了點緣份。”